# Саррі (округ, Північна Кароліна)
Шаблон:StateAbbr_ 36°30′29″ пн. ш. 80°50′00″ зх. д. / 36.50805556° пн. ш. 80.83333333° зх. д.
Округ Саррі (англ. Surry County) — округ (графство) у штаті Північна Кароліна, США. Ідентифікатор округу 37171.

## Історія
Округ утворений 1770 року.

## Демографія
За даними перепису
2000 року
загальне населення округу становило 71219 осіб, зокрема міського населення було 21557, а сільського — 49662.
Серед мешканців округу чоловіків було 34828, а жінок — 36391. В окрузі було 28408 домогосподарств, 20484 родин, які мешкали в 31033 будинках.
Середній розмір родини становив 2,92.
Віковий розподіл населення поданий у таблиці:
| Стать    | До 15 років | 15-21 | 22-29 | 30-39 | 40-49 | 50-65 | 65-85 | Понад 85 |
| -------- | ----------- | ----- | ----- | ----- | ----- | ----- | ----- | -------- |
| Чоловіки | 7224        | 3124  | 3815  | 5358  | 5067  | 5933  | 3978  | 329      |
| Жінки    | 6866        | 2694  | 3462  | 5268  | 5131  | 6304  | 5669  | 997      |

## Виноски
1. ↑  U.S. Decennial Census. United States Census Bureau. Процитовано 19 січня 2015.
2. ↑  Historical Census Browser. University of Virginia Library. Архів оригіналу за 11 серпня 2012. Процитовано 19 січня 2015.
3. ↑  Forstall, Richard L., ред. (27 березня 1995). Population of Counties by Decennial Census: 1900 to 1990. United States Census Bureau. Процитовано 19 січня 2015.
4. ↑  Census 2000 PHC-T-4. Ranking Tables for Counties: 1990 and 2000 (PDF). United States Census Bureau. 2 квітня 2001. Процитовано 19 січня 2015.
5. ↑  State & County QuickFacts. United States Census Bureau. Архів оригіналу за 10 серпня 2011. Процитовано 30 жовтня 2013. [Архівовано 2011-08-10 у Wayback Machine.](англ.) Наведено за англійською вікіпедією.
6. ↑  American FactFinder. Бюро перепису населення США. Архів оригіналу за 26 лютого 2012. Процитовано 31 січня 2008. [Архівовано 2008-05-21 у Wayback Machine.]

| США | Це незавершена стаття з географії США. Ви можете допомогти проєкту, виправивши або дописавши її. |